# Bass to Mouth
Bass to Mouth is de tiende aflevering van het vijftiende seizoen van de Amerikaanse televisieserie South Park. De aflevering werd voor het eerst uitgezonden op 19 oktober 2011. De titel refereert aan een seksuele activiteit.

## Verhaal
Er is een roddelwebsite actief op South Park Elementary die breed uitmeet hoe een leerling zich in zijn broek ontlast.
Het schoolbestuur draagt Eric Cartman op erop toe te zien dat hij geen zelfmoord pleegt, omdat Cartman eerder een leerling met een soortgelijk incident zodanig had gepest dat deze zelfmoord pleegde. Cartman geeft een andere leerling cupcakes met laxeermiddelen om de aandacht af te leiden van het eerdere incident. Het bestuur laat weten dat dat niet de bedoeling is, niemand mag zelfmoord plegen.
Cartman haalt het bestuur over elke leerling pizza met laxeermiddelen te serveren zodat iederéén zich in zijn broek ontlast. Dan wordt niemand gepest, en pleegt niemand zelfmoord. De roddelwebsite dreigt dit verhaal te onthullen. Om de aandacht af te leiden gooit het bestuur Cartman voor een bus.
De roddels worden geplaatst door Wikileaks, de broer van Lemmiwinks, een woestijnrat. Lemmiwinks wordt gehaald en verslaat zijn broer. Cartman heeft zijn ontmoeting met de bus overleefd. Als wraak geeft hij het bestuur cupcakes met laxeermiddelen. Mr. Mackey ontlast zich zo hevig in zijn broek dat hij door de gang voortgestuwd wordt.

## Verwijzingen
- De rat Lemmiwinks kwam eerder voor in de aflevering The Death Camp of Tolerance uit seizoen zes.
- Het blonde kapsel van de rat Wikileaks is een verwijzing naar Julian Assange, oprichter van de website Wikileaks.
- Het lied van de Kikkerprins verwijst naar het lied Frodo of the Nine Fingers uit de film The Return of the King uit 1980.
- De Arby's Horsey Sauce die Cartman naast laxeermiddelen toevoegt, is een product van de Amerikaanse sandwichketen Arby's.
- De seksuele activiteiten van de vis Catatafish, bass to mouth en ass to trout verwijzen naar ass to mouth, waarbij op anaal inbrengen direct orale inbrenging volgt.
- 'Throwing somebody under a bus' (iemand voor een bus gooien) is de Amerikaanse-Engelse term voor iemand in de steek laten of voor iets laten opdraaien. Cartman werd niet slechts tot zondebok gemaakt (figuurlijke betekenis) maar werd ook daadwerkelijk voor de bus gegooid (letterlijke betekenis) om te voorkomen dat hij uit de school zou klappen.